# Kepa Arrizabalaga
Kepa Arrizabalaga Revuelta eller bare Kepa (født 3. oktober 1994 i Ondarroa, Spanien) er en spansk fodboldspiller (målmand). Kepa er udlejet til den spanske La Liga-klub Real Madrid fra den engelske Premier League-klub Chelsea.

## Klubkarriere
Kepa spillede som ungdomsspiller hos Athletic Bilbaos akademi, og var i de første år af sin seniorkarriere tilknyttet satellitklubben CD Basconia samt klubbens andethold i Segunda División. Han debuterede for Athletics førstehold i september 2016 i et opgør mod Deportivo La Coruña. De følgende sæsoner etablerede han sig som klubbens førstemålmand. Hans præstationer tiltrak interesse fra blandt andet Real Madrid, men Kepa valgte alligevel i 2018 at forlænge sin kontrakt med Athletic.
Den 8. august blev det bekræftet, at Chelsea havde købt Kepa hos Athletic Bilbao for 592 mio. kr., hvilket gør ham til verdens dyreste målmand.

## Landshold
I perioden 2011-2015 spillede Kepa 22 kampe for det spanske U/21-landshold. Han debuterede for A-landsholdet 11. november 2017 i en venskabskamp mod Costa Rica, og blev året efter udtaget til sin første større slutrunde, da han blev inkluderet i truppen til VM 2018 i Rusland.